# Jaroslav Prager
Jaroslav Prager (13. dubna 1863 Žitětín – 27. března 1902 Praha-Nové Město), uváděný i s příjmením Práger nebo Prágr, byl český lékař, kabaretní herec, zpěvák a autor textů k písním. V letech 1896–1900 léčil v pražské ordinaci zejména gynekologická a pohybová onemocnění za pomoci masáží a cvičení. Od 80. let 19. století vystupoval v komických rolích na studentských, vlasteneckých a dobročinných zábavách v Praze i na venkově. Angažoval se v českožidovské komunitě. Napsal slova k několika populárním kupletům, např. Vždyť jsme jen jednou na světě.

## Život

### Studium a zaměstnání

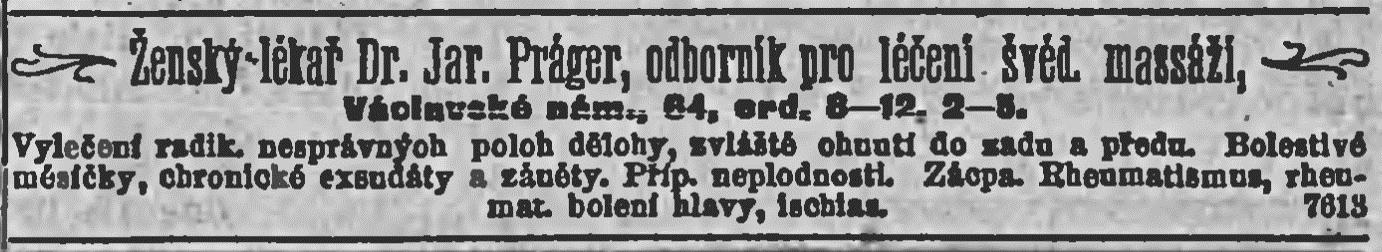
Inzerát Pragerovy ordinace z roku 1899

Podle záznamu v matrice se narodil 13. dubna 1863 v Žitětíně čp. 6 u Jičína, byť některé zdroje uvádějí datum 15. dubna. Absolvoval gymnázium v Jičíně, Hradci Králové a Praze. Potom studoval medicínu v Praze a Vídni. 13. července 1895 promoval na české lékařské fakultě.
Pracoval zprvu jako operatér na gynekologické klinice prof. Pawlíka ve všeobecné nemocnici. Na konci roku 1896 si otevřel vlastní ordinaci na Václavském náměstí. Zaměřil se na léčení švédskou masáží a zdravotní gymnastikou. Pomáhal pacientům a pacientkám s chronickými ženskými nemocemi, písařskou křečí, ischiasem, revmatismem i jinými obtížemi.

### Veřejná a umělecká činnost
Nejpozději od 80. let s úspěchem účinkoval na zábavných představeních. Již jako student byl v Praze i na venkově známý jako humorista. Například v roce 1884 byl členem plesového výboru mediků a téhož roku vystoupil jako „eskamotér“ na benefičním večírku pražského studentského spolku „Štítný“ v Benešově. V pozvánce na další výlet do Benešova, tentokrát organizovaný o rok později spolkem českých akademiků-židů, byl zmiňován jako „dobře v Praze známý“ a jeden z těch, kdo ručí za zdar zábavy. Roku 1886 vystupoval na přátelském večeru nově zřízené Občanské besedy v Berouně. Velmi aktivní byl například v roce 1893, kdy spolu s dalšími účinkoval na zábavě živnostníků v Karlíně, na matiční slavnosti na Výstavišti (v rámci Českého varieté s J. Švábem-Malostranským aj.), na humoristickém večírku v sále Svatováclavské záložny, na nádraží Bruska (oboje mj. s J. Švábem), pro spolek asekuračních úředníků na Smíchově a občanskou besedu v Novém Strašecí, na posvícenské zábavě ve Velvarech a na sokolské oslavě v Městci Králové. K jeho častým společníkům patřili komici Josef Wanderer (Vanderer) a Cyril Kočí.
V roce 1894 uspořádal jako předseda Akademiků žižkovských zábavně poučný „dýchánek“, spojený s přednáškou profesora E. Kaufmanna a humoristickým programem, v němž účinkoval. V rámci téhož spolku přislíbil podporu iniciativě na vybudování Žižkova pomníku a věnoval na ten účel honorář z jednoho představení. Vystoupil i na druhém žižkovském „dýchánku“ a pro čtenářskou besedu v Mnichově Hradišti. Jeho hereckými partnery byli v tomto roce Cyril Kočí a Hanuš Škrlík. Asi čtyři měsíce před promocí se zapojil do benefiční matiční slavnosti v Národním domě na Vinohradech a s C. Kočím přispěl ke koncertu pěveckého spolku na Zbraslavi. Téhož roku (1895) také ještě účinkoval na národopisné výstavě a na mikulášské a silvestrovské zábavě v Měšťanské besedě.
Roku 1898 byl zvolen do výboru pražského odboru Národní jednoty českožidovské. Nadále byl členem spolku českých akademiků-židů; na schůzi výboru například neúspěšně navrhoval, aby do tohoto sdružení nebyli nadále přijímáni studenti německých škol. Na silvestrovské zábavě kroužku českožidovského dorostu roku 1899 jako režisér úspěšně nastudoval jednoaktovku Damoklův meč.

### Závěr života
Po Vánocích 1900 byl přijat do ústavu pro choromyslné a zde 27. března 1902 zemřel. Matrika uvádí místo úmrtí v čp. 460-II (tj. Ke Karlovu 460/11, Praha 2-Nové Město — jedna z budov Všeobecné fakultní nemocnice) a jako příčinu smrti atrofii mozku. Pohřben byl na novém židovském hřbitově.
Současníci na něj vzpomínali jako na výborného humoristu a nedostižného interpreta svých skladeb. Pobavil každého a získal si oblibu mezi studenty i v širokých vrstvách obyvatel.
Památku na něj se rozhodl udržovat zejména kroužek českožidovského dorostu, z vděčnosti za jeho režisérské působení v dramatickém odboru a obecně za spolkové aktivity. Vyzývali k hojné účasti na pohřbu a krátce poté vyhlásili sbírku na vybudování náhrobku. V listopadu 1902 k tomu účelu také uspořádali vzpomínkový benefiční večer v Plodinové burze. Pomník na novém židovském hřbitově byl slavnostně odhalen 24. ledna 1904.

## Dílo
Byl autorem textů k několika písním (kupletům), pro které složil hudbu Karel Pospíšil. Například:
- Vždyť jsme jen jednou na světě[3]
- Božíčku mladost — to je přec radost[3]
- Tyhle Češky to jsou děvy[3]

V dobových pramenech najdeme i jiné písně, které zpíval (např. Když jen pámbíček zdravíčko dá; Trošičku líbat, trošičku hladit; O tichou soustrast se prosí), ale bez určení autora.